# Kennedy (Minnesota)
Kennedy – miasto w Stanach Zjednoczonych, w stanie Minnesota, w hrabstwie Kittson.